# Monastero di Santa Chiara (San Miniato)
L'ex monastero di Santa Chiara si trova a San Miniato, in provincia di Pisa, diocesi di San Miniato.

## Storia e descrizione
Costruito in mattoni dalla calda tonalità rossastra, fu fondato nel secolo XIV, e oggi è sede del Conservatorio omonimo e della Scuola Magistrale. 
Il conservatorio fu istituito nel 1785 per volere del granduca Pietro Leopoldo, come scuola femminile, mentre il precedente monastero delle clarisse fu trasformato in una struttura di oblate francescane. Nel 1904, il conservatorio divenne completamente laico.

Si conserva ancora il nucleo più antica risalente al XIV secolo, forse edificato su un preesistente cenobio benedettino medioevale.
Un portale lungo il fianco sinistro dà accesso alla chiesa, che si presenta nell'aspetto acquisito nel tardo Seicento, con soffitto a capriate dipinte a piccoli motivi ornamentali, e tre altari in pietra serena. La bella tavola dell'altar maggiore con l'Immacolata Concezione attorniata da Adamo, Eva, Mosè, David, san Paolo e san Giovanni Battista è di Jacopo da Empoli. L'opera conforme alla mariologia elaborata nel Concilio di Trento, de al fine didattico-educativo dell'arte sancito nei decreti dell'ultima sessione (3 dicembre 1563).  

Un pregevole dossale in scagliola, con motivi floreali multicolori e ritratto della donatrice, una monaca della famiglia de Suardi, completa l'arredo dell'altare maggiore.
All'altare destro si trova poi una Deposizione di Pier Francesco Foschi forse databile al 1562, che riprende la perduta sartesca Pietà degli angeli; sulla porta a sinistra dell'altare maggiore è una tela con i Santi Francesco e Chiara, sempre dell'Empoli.
In sagrestia si trovano altre opere pregevoli: Gesù appare alla Maddalena, attribuita al Cigoli, un reliquairio della famiglia Buonaparte (XVII secolo) e alcuni pregevoli paliotti ricamati. Il dipinto del Cigoli raffigura il Cristo, che reca la zappa in spalla, e la Maddalena prostrata e bellissima avvolta in vesti preziose, mentre gli angeli vegliano davanti al Sepolcro.
Nel conservatorio, in una sala, si trova una pregevole opera medievale, il crocifisso sagomato dipinto da Deodato Orlandi e datato 1301, importante anche per datare la Croce di Santa Maria Novella di Giotto a cui si ispira.
Il convento è arricchito da una collezione di arredi tessili ricamati, opera delle clarisse provenienti dalla nobiltà di san Miniato e dalla borghesia mercantile di Livorno. 
Un antico insediamento dell'Ordine è presente anche a Pistoia.
Nel Monastero ha sede la Fondazione Centro Studi sulla civiltà del Tardo Medioevo.